# Devinez qui ?
Devinez qui ? est une pièce de théâtre française de Sébastien Azzopardi de 2003, adaptée du célèbre roman Dix Petits Nègres d'Agatha Christie publié en 1939.

## Historique de la pièce
En 2003, Sébastien Azzopardi demande une première fois les droits d'adapter le roman Dix Petits Nègres d'Agatha Christie sans succès. Il fait une deuxième demande qui cette fois-ci est acceptée sous la condition de supprimer le mot « nègre », jugé politiquement incorrect. L'île est donc renommée l'île du Chat et la comptine Les Dix Petits Nègres est rebaptisée en Les Dix Petits Chats. La pièce est jouée durant la saison 2003/2004 au Théâtre du Palais-Royal dans une mise en scène de Bernard Murat, puis part en tournée en 2004/2005.
En 2004, Sébastien Azzopardi est nommé aux Molières dans la catégorie Meilleure adaptation.
En 2007, la pièce est reprise en janvier sur la scène du Théâtre des Salinières, dans une mise en scène de Jack Delbalat, puis en septembre dans une mise en scène de Jacqueline Bœuf en tournée dans toute la France.

## Argument
Dix invités se pressent pour aller découvrir cette magnifique maison, perchée sur un rocher, au large des côtes anglaises. Mais personne n'est là pour les recevoir. Pas de trace de ce mystérieux Monsieur Lenny, propriétaire de l'île. Mais une voix, une voix sourde et désincarnée, qui accuse, tour à tour, chacun des convives : tous coupables de meurtres... Et au rythme d'une chanson enfantine, ils commencent à disparaître, un par un... Inexorablement... Qui les a invités ? Qui est ce mystérieux Monsieur Lenny ? Quelle va être la prochaine victime ? À qui appartient cette main qui frappe dans l'ombre ?...

## Distributions

### 2003: Théâtre du Palais-Royal
Adaptation
Sébastien Azzopardi
Mise en scène
Bernard Murat
Décors
Nicolas Sire
Lumières
Laurent Castaing
Costumes
Bernadette Villard
Musique
Benjamin Murat
Comédiens
- Jean-Pierre Bouvier ou Pierre Cassignard : Capitaine Philip Lombard
- Alice Taglioni ou Marie Le Burgue : Vera Claythorne
- Yves Gasc : Juge Wargrave
- Roger Dumas ou Urbain Cancelier : Détective William Blore
- Philippe Laudenbach : Général John Mackenzie
- Josiane Lévêque : Emily Brent
- Eric Desmaretz : Dr Edward Armstrong
- Michel Crémadès : Roberts
- Laurent Saint-Gérard : Anthony Marston
- Agnès Pelletier : Ethel Roberts

### 2007: Théâtre des Salinières
Mise en scène
Jack Delbalat
Comédiens
- Fadia Oudjani : Vera Claythorne
- Stéphane Caudéran : Dr Edward Armstrong
- Chantal Ravalec : Emily Brent
- Moussa Oudjani : William Blore
- Alexandre Tessier : Anthony Marston
- Joël Barc : Juge Lawrence Wargrave
- David Mira-Jover : Philip Lombard
- Michel Theboeuf : Général John Mackenzie
- Sarah Capdepont : Ethel Rogers
- Simon Roussillon : Thomas Rogers

### 2007: Tournée
Mise en scène
Jacqueline Bœuf
Comédiens
- Magali Mateci : Vera Claythorne
- Serge Barral : Dr Edward Armstrong
- Laurence Badie : Emily Brent
- Manuel Bonnet : William Blore
- David Decarme : Anthony Marston
- Alain Darne : Juge Lawrence Wargrave
- Jacques Giraud : Philip Lombard
- Philippe Perroud : Général John Mackenzie
- Monique Millot : Ethel Rogers
- Jacques Vadot : Thomas Rogers